# Paul Usteri-Escher
Paul Usteri-Escher (* 12. August 1853 in Zürich; † 1. Februar 1927 ebenda) war ein Schweizer Politiker.

## Leben
Paul Emil Usteri entstammte einer alteingesessenen Stadtzürcher Familie.  Er absolvierte das Gymnasium in Zürich. Anschliessend studierte er Jurisprudenz an der Universität Zürich und schloss seine Doktorarbeit über römische Beamte im August 1877 ab.
Seine Berufslaufbahn begann er als Substitut am Bezirksgericht Dielsdorf ZH. Dann wurde er 1878 Gerichtsschreiber am Bezirksgericht Meilen. Von 1892 bis 1896 war er Stadtrat in Zürich. Anschliessend wechselte er zur Schweizerischen Lebensversicherungs- und Rentenanstalt (heute Swiss Life). Dort war er Direktor von 1896 bis 1912. Nach seiner Wahl als Ständerat des Kantons Zürich im Jahr 1900 war er an der Gründung der Schweizerischen Nationalbank (SNB) beteiligt und wurde Vizepräsident dieser Bank. Von 1923 bis 1927 präsidierte er die SNB. Er amtete als erster  Verwaltungsratspräsident der Schweizerischen Unfallversicherung (SUVA). Diese Funktion übte er von 1912 bis 1921 aus. Ab 1900 war Usteri Mitglied des Verwaltungskomitees der Neuen Zürcher Zeitung und ab 1917 dessen Präsident. Sein politisches Amt als Ständerat legte er 1922 nieder.

## Privat
Usteri war mit Anna Elisabetha Escher verheiratet und hatte mit ihr sechs Kinder. (S. 42) Zu seinen Nachkommen gehörten Paul Usteri (1883–1918) und Marguerite Loosli-Usteri (1893–1958).